# Filip Berg
Filip Niclas Berg (født 2. oktober 1986) er en svensk skuespiller. Han har for eksempel medvirket i film som Ondskab (2003), Ketchup-effekten (2004) og En mand der hedder Ove (2015). Berg har også medvirket i tv-serier som Welcome to Sweden, Forbandet, Beck og Mord i Skærgården.
Han har to gange været nomineret til en Guldbagge i henholdsvis 2016 og 2022.

## Udvalgt filmografi
- Ondskab (2003)
- Ketchup-effekten (2004)
- Kommissionen (tv-serie, 2005)
- Höök (tv-serie, 2007)
- Solsidan (tv-serie, 2011)
- Two Little Boys (2012)
- Stockholm Stories (2013)
- Orion (2013)
- Welcome to Sweden (tv-serie, 2014)
- Den fjerde mand (tv-serie, 2014)
- Blå øjne (tv-serie, 2014-2015)
- Beck (tv-serie, 2015)
- Mord i Skærgården (tv-serie, 2015)
- En mand der hedder Ove (2015)
- Springfloden (tv-serie, 2016)
- Forbandet (tv-serie, 2016-2018)
- Fortidens spor (tv-serie, 2017)
- Sygeplejerskerne (tv-serie, 2017)
- Lykkeligere kan ingen være (2018)
- Tykkere end vand (tv-serie, 2020)
- Berts dagbog (2020)
- Bäckström (tv-serie, 2020-2024)
- Glædelig jul (2020)
- Zebrarummet (tv-serie, 2021)
- De fredløse (2021)
- Til solen står op (2021)
- En hæderlig jul (tv-serie, 2021)
- Vi i villa (tv-serie, 2022)
- Strul (2024)